# Ante Pletikosić
Ante Pletikosić (Supetar, 22 gennaio 1939) è un ex calciatore jugoslavo, di ruolo difensore.

## Carriera
Pletikosić inizia la carriera nel RNK Spalato, con cui vince il girone ovest della Druga Liga 1959-1960, ottenendo la promozione in massima serie.
La permanenza in massima serie dura solo una stagione, retrocedendo a causa dell'undicesimo e penultimo posto ottenuto nella Prva Liga 1960-1961. Con il suo club retrocede in terza serie al termine della Druga Liga 1962-1963.
Nel 1963, insieme ai compagni di squadra Marin Županov e Branko Kraljević, passa all'Hajduk Spalato, club della massima serie jugoslava, esordendo nel pareggio esterno per 1-1 il 18 agosto 1963 contro la Stella Rossa. 
Gioca due stagioni nell'Hajduk, giocando in tutte le competizioni ufficiali 39 incontri.
Nella stagione 1965-1966 passa ai cadetti del Maribor, ottenendo il quarto posto finale.
Nel 1968 viene ingaggiato dagli statunitensi del Houston Stars, impegnati nella neonata North American Soccer League. Con gli Stars ottenne il secondo posto della Gulf Division della NASL 1968, non riuscendo ad accedere alla fase finale del torneo.

## Palmarès
- 2. Savezna liga: 1

RNK Spalato: 1959-1960 (Girone Ovest)